# Cellular and Molecular Life Sciences
Cellular and Molecular Life Sciences — рецензируемый научный журнал , охватывающий клеточную и молекулярную биологию. Он был основан в 1945 году с названием Experientia, в 1994 году был переименован в действующее на данный момент название. Главный редактор журнала — Клаус Эйхман (Институт иммунобиологии и эпигенетики Макса Планка). Согласно Journal Citation Reports журнал на 2016 имел импакт-фактор  5.788.

## Внешние ссылки
- Официальный сайтspringer.com/life+sciences/cell+biology/journal/18 — официальный сайт Cellular and Molecular Life Sciences